# Hochschule für öffentliche Verwaltung und Finanzen Ludwigsburg
Die Hochschule für öffentliche Verwaltung und Finanzen (HVF) ist eine Verwaltungsfachhochschule des Landes Baden-Württemberg. Die Fachhochschule dient dazu, Beamte des gehobenen Dienstes auszubilden. Sie ist Teil des Promotionsverbands der Hochschulen für angewandte Wissenschaften Baden-Württemberg. Neben der Hochschule Ludwigsburg erfüllt in Baden-Württemberg auch die Hochschule in Kehl diesen Zweck.

## Geschichte

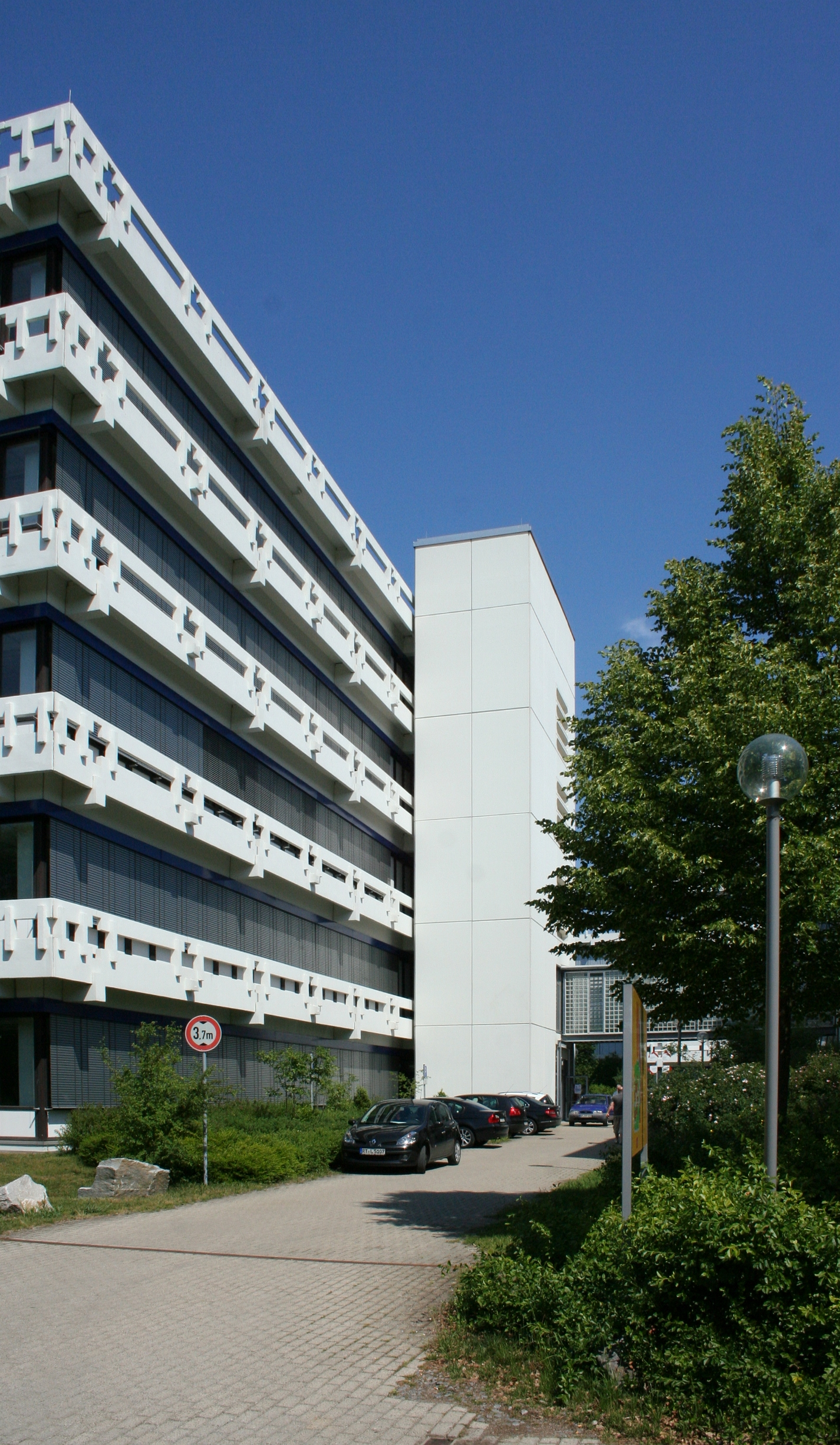
Eines der von der Hochschule genutzten Gebäude.

1837 wurde in Württemberg durch König Wilhelm I. die Dienstprüfung für Verwaltungsämter im Departement des Innern eingeführt. Wo sich die Prüfungskandidaten ihre Kenntnisse erwarben, blieb ihnen zunächst selbst überlassen. Ab 1887 wurden staatliche Unterrichtskurse in Stuttgart eingeführt, welche ab 1913 obligatorisch wurden. Aus diesem Staatlichen Unterrichtskurs für Verwaltungskandidaten entwickelte sich ab 1933 die Höhere Verwaltungsschule Stuttgart. Nach dem Zweiten Weltkrieg wurde diese 1945 in Staatliche Verwaltungsschule Stuttgart umbenannt. In einer Übergangsphase zwischen 1971 und 1973 wurde sie wieder in Höhere Verwaltungsschule Stuttgart zurückbenannt. Ab 1971 wurde die Jägerstraße 58 in Stuttgart zum Hauptsitz. Am 1. April 1973 wurde die Eingliederung in den Hochschulbereich wirksam, woraufhin die Umbenennung in Fachhochschule für öffentliche Verwaltung Stuttgart folgte. Ab 1979 führten die Absolventen den Titel Diplom-Verwaltungswirt (FH). 1980 wurden zu den bisherigen Beamten der Innenverwaltung auch die Studierenden der Allgemeinen Finanzverwaltung in den Lehrbetrieb eingegliedert. 1984 wurde aufgrund der Raumnot für die stetig steigende Zahl an Studierenden eine Umsiedlung der Hochschule nach Ludwigsburg notwendig. Dies geschah gegen den Widerstand von Dozenten und Studierenden, welche die Hochschule in der Landeshauptstadt halten wollten. Die Bezeichnung lautete daraufhin Fachhochschule für öffentliche Verwaltung Stuttgart mit Sitz in Ludwigsburg. Seither teilt sie sich mit der Pädagogischen Hochschule Ludwigsburg einen Campus. 1989 folgte die Anpassung an die Umstände und der Zusatz mit Sitz in Ludwigsburg verschwand aus dem Namen.
1995 erfolgte eine weitere Anpassung zu Fachhochschule Ludwigsburg – Hochschule für öffentliche Verwaltung. Durch die Zusammenlegung der Hochschulen für öffentliche Verwaltung (FHöV) und für Finanzen (FHF) am 1. September 1999 entstand die Hochschule für öffentliche Verwaltung und Finanzen Ludwigsburg (HVF).

## Rektoren
- 1992–2005: Jost Goller
- 2005–2011: Walter Maier
- 2012–2015: Claudia Stöckle
- 2016–2021: Wolfgang Ernst
- seit 2022: Iris Rauskala

## Studiengänge
- Grundständige Studiengänge mit Beamtenstatus
  - Innenverwaltung (Public Management)/Bachelor of Arts (B.A.)
  - Rentenversicherung/Bachelor of Laws (LL.B.)
  - Allgemeine Finanzverwaltung/Bachelor of Laws (LL.B.)
  - Steuer- und Wirtschaftsrecht (Steuerverwaltung)/Bachelor of Laws (LL.B.)
  - Digitales Verwaltungsmanagement (DVM) (B.A.)

- Aufbau- und Kontaktstudiengänge ohne Beamtenstatus
  - Masterstudiengang Europäisches Verwaltungsmanagement, Master of Arts
  - Masterstudiengang Public Management (für Führungskräfte im öffentlichen Sektor), berufsbegleitend, Master of Arts
  - Kommunaler Bilanzbuchhalter (Berufsbegleitend in Kooperation mit der Württ. Verwaltungs- und Wirtschafts-Akademie (VWA) Stuttgart)
  - Expertenwissen Kommunale Steuern (Weiterbildungszentrum LUCCA der HVF)
  - Traineeprogramm Laufbahnqualifizierende Zusatzausbildung (Weiterbildungszentrum LUCCA der HVF)

## Persönlichkeiten

### Bekannte Studierende
- Dietmar Allgaier
- Alexander Baumann
- Andreas Brand
- Michael Dambacher
- Nicolas Fink
- Martin Gerlach
- Bernd Heinze
- Dieter Henle
- Margaret Horb
- Steffen Jäger
- Rainer Kapellen
- Stefan Krebs
- Michael Lang
- Gerd Maisch
- Marcel Musolf
- Michael Scharmann
- Ian Schölzel
- Peter Seimer

### Bekannte Lehrende
→ Kategorie:Hochschullehrer (Hochschule für öffentliche Verwaltung und Finanzen Ludwigsburg)

### Weitere Persönlichkeiten, die für die Hochschule wirkten
- Lothar Barth
- Gerhard Bauer
- Martin Gerlach
- Torsten Haß
- Ulrich Hebenstreit
- Wolfgang Pohrt
- Dirk Schönberger
- Joachim Scholz
- Edgar Wolff

## Partnerhochschulen (Auswahl)
(Quelle: )
- Babeș-Bolyai-Universität Cluj, Klausenburg, Rumänien
- Escuela de la Hacienda Publica, Madrid, Spanien
- National University of Public Service Ludovika, Budapest, Ungarn
- Westböhmische Universität in Pilsen, Tschechien
- Südböhmische Universität in Budweis, Tschechien
- Universität Rijeka, Kroatien
- École Nationale des Finances Publiques (ENFiP), Noisy-le-Grand, Frankreich
- Pavol-Jozef-Šafárik-Universität in Košice, Slowakei
- The National School of Government, Pretoria, Südafrika